# Hieracium adleptonychum
Hieracium adleptonychum es una especie de planta con flor del género Hieracium, de la familia Asteraceae, orden Asterales.

## Distribución
Hieracium adleptonychum se distribuye por Noruega.

## Taxonomía
Fue descrita científicamente por Omang. Fue publicada en Skr. Vidensk.-Selsk. Christiana, Math.-Naturvidensk. Kl. 1924(2): 87 (1924).